# Ovintiv
Ovintiv (vormals EnCana Corporation) ist ein Unternehmen aus USA mit Sitz in Denver, Colorado. Das Unternehmenssitz war ursprünglich Calgary, Alberta in Kanada. Das Unternehmen ist an der Toronto Stock Exchange und an der New York Stock Exchange gelistet.

## Geschichte
Zur Zeit der Gründung der Canadian Pacific Railway übernahm die kanadische Regierung das Risiko der Entwicklung der Eisenbahn, die die Ost- mit der Westküste Kanadas verbinden sollte, in der Weise, dass sie umfangreiche Vergünstigungen gewährte, darunter das Recht, riesige Landstriche entlang der Route praktisch zum Nulltarif zu erwerben. Damit verbunden sind auch Rechte zum Abbau von Bodenschätzen, die später auf „Encana“ übergingen. Im Jahr 1883 bohrte Canadian Pacific Railway nach Wasser in der Nähe von Medicine Hat, Alberta und entdeckte Erdgas.
Im Jahr 1958 rief die Canadian Pacific Limited die Firma „Canadian Pacific Oil and Gas“ ins Leben, um seine Öl- und Gaseigenangelegenheiten und Abbaurechte zu verwalten. Im Jahre 1971 fusionierte „Canadian Pacific Oil and Gas“ mit „Central Del Rio Oils“. Die neue Gesellschaft nannte sich „Pan Canadian Petroleum Limited“.
Im Jahr 2002 wurde Pan Canadian Petroleum Ltd von Canadian Pacific Railway abgetrennt. Es folgte eine Fusion mit „Alberta Energy Corporation“ zu „Encana“ (Der Unternehmensname EnCana setzte sich aus den Anfangsbuchstaben der Wörter Energy, Canada und Alberta zusammen). Im April 2002 startete Encana seine Operationen unter dem CEO Gwyn Morgan. „Das ursprüngliche Ziel [war] … eine große Firma zu schaffen, die nicht übernommen werden konnte“, die Vermögenswerte in Ecuador und in der Nordsee sowie Sondierungsrechte im Tschad, Ghana, Brasilien, Australien, Mackenzie Delta und dem Nahen Osten besaß.
Im Jahr 2009 gab die EPA bekannt, es seien Kohlenwasserstoffverunreinigungen in Trinkwasserbrunnen in Pavillion (Wyoming) gefunden worden. Im November 2009 wurde Encana aufgeteilt in ein Unternehmen mit Schwerpunkt auf die nordamerikanische Erdgasproduktion, wobei dieses etwa zwei Drittel der bisherigen Produktion sowie der Reserven ausmachte und den Namen weiterführte, und eine Ölfirma namens Cenovus Energy.
Im Jahr 2011 wurde Encana in den „Dow Jones Sustainability Index“ aufgenommen. Im November 2011 sicherte sich ein potenzieller Käufer das Pavillion-Gasfeld. Im Jahre 2011 sank der Nettogewinn auf 128 Mio. CAD von mehr als einer Milliarde im Vorjahr.
Im Februar 2012 erwarb Mitsubishi eine 40-prozentige Beteiligung an der Cutbank Ridge Partnerschaft mit Encana für 2,9 Mrd. CAD, die eine Erdgas-Förderung auf 409.000 Acres in der Montney Formation im Nordosten von British Columbia umfasst.
Im Dezember 2012 kündigte Encana ein 2,1 Mrd. USD Joint Venture mit dem staatlichen chinesischen Konzern Petrochina an. Dieser wäre mit 49,9 Prozent an den Förderrechten der Encana Duvernay Formation in Alberta beteiligt gewesen. Dies hätte in Einklang gestanden mit den kanadischen Übernahmeregeln, da Premierminister Stephen Harper am 7. Dezember 2012 ein Verbot ausgesprochen hatte, dass ausländische Staatsunternehmen mehrheitlich in kanadische Ölsände investieren. Der Einstieg kam jedoch nicht zustande.
Im September 2013 kürzte das Unternehmen die Dividende um zwei Drittel.
Im November 2013 gab Encana einen „Umstrukturierungsplan“ bekannt, der die Entlassung von 20 Prozent der Mitarbeiter und die Schließung der Niederlassung in Plano, Texas, vorsah. Weiterhin sollen Vermögenswerte verkauft und eine eigene Gesellschaft für Förderrechte und Lizenzen im südlichen Alberta gegründet werden.
Im September 2014 kündigte Encana an, Athlon Energy Inc für 5,93 Mrd. USD zu erwerben.
Im Mai 2014 erwarb eine Tochtergesellschaft der Texas Pacific Group (Jonah Energy LLC) das Erdgasfeld Jonah in Sublette County, Wyoming, von Encana (USA) zum Preis von 1,8 Mrd. USD.
Im Oktober 2019 beschloss die Gesellschaft, ihren Sitz nach Denver, Colorado zu verlegen und sich in Ovintiv umzubenennen.

## Aktivitäten in Kanada
Ovintiv ist der größte Erdgasproduzent Kanadas mit einem Zugriff auf 7,0 Mio. Acres (1 Acre entspricht ca. 4046,8 m²) in Westkanada, von denen auf etwa 3,2 Mio. Acres noch nicht gefördert wird.
Ovintiv Erdgasressourcen befinden sich in: Bighorn im mittleren Westen von Alberta, Coal Bed Methane, Cutbank Ridge im Norden von British Columbia, Peace River Arch im Nordwesten von Alberta, Clearwater im südlichen Alberta, Greater Sierra im Nordosten von British Columbia und Duvernay Formation im mittleren Westen von Alberta. Das Deep Panuke Projekt produziert und verarbeitet seit 2013 Erdgas aus einem Gebiet 250 Kilometer vor der Küste südöstlich von Halifax.
Zum 31. Dezember 2012 wurde das Projekt Bighorn mit 307.000 Acres im mittleren Westen von Alberta erschlossen mit Resthaven, Kakwa, Redrock und Berland als wichtige Teilgebiete. Im Jahr 2012 hat Encana 31 Förderstellen eingerichtet und produziert ca. 242.000 Barrel Erdgas pro Tag und ca. 5.800 Barrel Öl und Flüssiggas.
Zum 31. Dezember 2012 kontrollierte Ovintiv in der Region Cutbank Ridge (Ausläufer der kanadischen Rocky Mountains) 467.000 Acres, von denen auf 85.000 Acres seit 2006 in der Nähe von Dawson Creek gefördert wird.
Am Peace River Arch im Nordwesten Albertas fördert Ovintiv in der „Montney Formation“, wo es über etwa 254.000 acres verfügt. Zum 31. Dezember 2012 produzieren etwa 26 Förderstellen 108.000 Barrel Erdgas pro Tag und 2.900 Barrel Öl und Flüssiggas pro Tag unter Lizenz. Encana ist zu 60 % Eigentümer der „Sexsmith Plant“ mit einer Gesamtkapazität von 115.000 Barrel pro Tag. Die Firma hat Druck- und Sammelleitungen in den Sexsmith und Pipestone Bereichen verkauft. Zur gleichen Zeit, in der „Gordondale Sour Gas Deep Cut Plant“, begann die Produktion mit einer Verarbeitungskapazität von 50.000 Barrel pro Tag.

## Aktivitäten in den USA
Encana Oil & Gas (USA) Inc. war die US-Tochter der Encana Corporation und hat seinen Hauptsitz in Denver, Colorado (jetzt Hauptsitz des Unternehmens). Das Unternehmen hat Zugriff auf ca. 2,6 Millionen acres Land in den USA. Im Dezember 2011 schloss Encana den Verkauf der Mehrheit an den im nördlichen Texas gelegenen Erdgasförderfeldern ab. Zurzeit sind Hauptfördergebiete in den USA: das „Haynesville Shale“ im Südwesten von Arkansas, der Nordwesten von Louisiana und Osttexas, das „Jonah Field“ in Wyoming, das „Wattenberg Gas Field“ im Denver-Julesburg Basin im Nordosten von Colorado, das bis in Wyoming und Nebraska hineinreicht und das „Piceance Basin“ in Colorado. Encana hat zwischen 2008 und 2010 Förderrechte für die „Collingwood-Utica Shale“ in Michigan erworben.

## Kritik
Auf mehrere Gaspipelines des Unternehmens in British Columbia wurden innerhalb von neun Monaten sechs Anschläge verübt. Bei vier dieser Anschläge gingen die Ermittler davon aus, dass sie von einem aufgebrachten Mitglied der lokalen Bevölkerung begangen wurden.
EnCana stand außerdem für die unter dem Namen Fracking bekannte Tiefbohrmethode in der Kritik
(Diese Aktivitäten sind jetzt Teil von Cenovus Energy). Die für den Oscar nominierte Dokumentation Gasland aus dem Jahr 2010 stellt die Auswirkungen dieser von EnCana angewandten Methode auf Oberflächen- und Grundwasser und auf Luft und Boden in den USA dar.